# Journal of Chemical Education
Journal of Chemical Education — це щомісячний рецензований науковий журнал, доступний як у друкованій, так і в електронній версіях.
Journal of Chemical Educationвидається Відділом хімічної освіти Американського хімічного товариства і був заснований у 1924 році Нілом Гордоном.
Журнал охоплює дослідження хімічної освіти, а його цільовою аудиторією є викладачі хімії від середніх шкіл до аспірантури, та деякі вчені з підприємництва, промисловості та уряду.

## Тематика
Journal of Chemical Education (JCE) видається спільно Відділом хімічної освіти ACS і Відділом публікацій Американського хімічного товариства. Започаткований у 1924 році, JCE є провідним у світі хімічним освітнім журналом. JCE публікується в Інтернеті та в друкованому вигляді та має електронний архівний вміст, доступний з 1924 року (том 1) до сьогодні.
Журнал хімічної освіти публікує рецензовані статті та відповідну інформацію як ресурс для тих, хто працює в галузі хімічної освіти, і для тих установ, які їх обслуговують. Журнал зазвичай розглядає програми хімічної освіти, лабораторні експерименти, методи навчання та педагогіку. JCE служить засобом спілкування між людьми в усьому світі, які зацікавлені у викладанні та вивченні хімії. Глобальна аудиторія включає вчителів хімії від середньої школи до аспірантури, професійний персонал, який підтримує цю викладацьку діяльність, а також деяких науковців у сфері торгівлі, промисловості та уряду.